# Curt Rechel
Curt Rechel (* 1. Dezember 1902 in Iserlohn; † 10. August 1973 in Farchant) war ein deutscher Kapitän zur See und Ritterkreuzträger im Zweiten Weltkrieg.

## Laufbahn
Nach Abschluss seiner schulischen Ausbildung trat Rechel am 30. März 1922 als Offiziersanwärter in die Reichsmarine ein. Dort wurde er am 1. Oktober 1926 zum Leutnant zur See befördert und avancierte dann am 17. September 1928 zum Oberleutnant zur See und am 1. Oktober 1934 zum Kapitänleutnant. 1936, nunmehr in der Kriegsmarine, wurde er zum Kommandanten des alten Torpedoboots G 7 ernannt, das mit seinen Schwesterschiffen G 8, G 10 und G 11 in der Torpedoschulflottille diente.

### ZerstörerZ 11 Bernd von Arnim
Am 1. August 1938 erfolgte seine Beförderung zum Korvettenkapitän. Drei Monate später stellte er als dessen erster Kommandant am 7. November 1938 den neuen Zerstörer Z 11 Bernd von Arnim in Dienst. Das Schiff wurde beim Beginn des Zweiten Weltkriegs in der Danziger Bucht zur Blockade der polnischen Marine eingesetzt, dann Ende September 1939 in die Nordsee verlegt, wo es Handelskrieg, Minenlegeoperationen und Geleit- und Sicherungsdienst versah. Am 6. November 1939 erhielt Rechel das Eiserne Kreuz II. Klasse.
Im April 1940 nahm Rechel mit seinem Schiff an der Besetzung Norwegens (Unternehmen Weserübung) teil. Z 11 nahm in Wesermünde 200 Gebirgsjäger auf und lief als Teil der „Kriegsschiffgruppe 1“ unter Kommodore Friedrich Bonte am 6. April 1940 nach Norwegen aus. Während der Überfahrt nach Narvik kam es auf der Bernd von Arnim am Morgen des 8. April bei schwerer See zu einem Ruderversager, der beinahe zum Kentern des Zerstörers geführt hätte. Kurz darauf geriet das Schiff in ein heftiges Gefecht mit dem britischen Zerstörer Glowworm, der dann von dem zu Hilfe gekommenen Schweren Kreuzer Admiral Hipper versenkt wurde.
Am Morgen des 9. April lief die Bernd von Arnim bei Nebel und Schneetreiben als erstes Kriegsschiff der deutschen Invasionsflotte in den Hafen von Narvik ein und setzte ihre Gebirgsjäger an der Hafenpier ab. Dabei wurde sie vom norwegischen Küstenpanzerschiff Norge beschossen. Die Bernd von Arnim erwiderte das Feuer, und auch der zweite einlaufende deutsche Zerstörer, die Georg Thiele, beschoss das Küstenpanzerschiff, aber die schlechte Sicht machte es beiden Seiten schwer, Treffer zu erzielen. Rechel ließ daher insgesamt drei Torpedo-Doppelfächer auf die Norge abschießen. Die beiden ersten verfehlten ihr Ziel, der dritte jedoch traf mittschiffs und die Norge sank innerhalb von nur einer Minute. 90 Mann ihrer Besatzung konnten sich retten, während 101 den Tod fanden.
Beim britischen Gegenangriff auf den Hafen von Narvik am 10. April 1940 lagen die Bernd von Arnim und die Georg Thiele, geführt von Fregattenkapitän Erich Bey, dem Chef der 4. Zerstörerflottille, im Balangenfjord westlich von Narvik. Sie erfuhren erst beim Ablaufen der britischen Zerstörer von diesem Angriff und griffen diese dann an. Bei dem Gefecht wurden der britische Flottillenführer Hardy und der Zerstörer Hunter so schwer beschädigt, dass sie aufgegeben werden mussten. Die Bernd von Arnim erhielt fünf Treffer und hatte zwei Tote zu beklagen. Beim zweiten britischen Angriff auf Narvik am 13. April 1940, an dem auch das Schlachtschiff Warspite beteiligt war, zog sich die Bernd von Arnim, nachdem ihre gesamte Munition verschossen war, in den Rombakenfjord zurück und wurde dort, ebenso wie die Zerstörer Hans Lüdemann und Wolfgang Zenker, von ihrer Besatzung selbstversenkt.

### Marineregiment Narvik; Luftflotte 3
Da nach dem zweiten britischen Angriff alle zehn nach Narvik entsandten deutschen Zerstörer vernichtet waren, wurden ihre rund 2600 überlebenden Besatzungsmitglieder am nächsten Tag, dem 14. April, unter dem Kommando von Fregattenkapitän Fritz Berger, dem bisherigen Chef der 1. Zerstörerflottille, in vier Bataillone im sogenannten Marineregiment Narvik (am 18. April umbenannt in Marineregiment Berger) zusammengefasst und den 2000 Gebirgsjägern Generalmajor Eduard Dietls zugeteilt. Korvettenkapitän Rechel wurde Kommandeur des Marine-Bataillons Arnim, das mit zwei Kompanien ehemaliger Bernd von Arnim-Matrosen im Abschnitt Bjørnfjell an der schwedischen Grenze den Schutz der Erzbahn nach Narvik übernahm. Dietls Truppen behaupteten sich, von jeglichem Nachschub abgeschnitten, gegen eine fünffache Übermacht alliierter Truppen bis zu deren am 24. Mai beginnenden Abzug aus Norwegen. Für seinen Einsatz in den Kämpfen um Narvik wurde Rechel am 30. Juni 1940 mit dem Eisernen Kreuz I. Klasse, am 19. Oktober 1940 mit dem Zerstörer-Kriegsabzeichen und am 1. November 1940 mit dem Narvikschild ausgezeichnet.
Vom 13. Juli 1940 bis zum 17. Juni 1941 diente Rechel als Marine-Verbindungsoffizier beim Stab des Befehlshabers der Luftflotte 3, die in der Luftschlacht um England eingesetzt war.

### ZerstörerZ 29
Am 18. Juni 1941 wurde er zum Kommandanten des am 16. Oktober 1940 bei der AG „Weser“ in Bremen vom Stapel gelaufenen Zerstörers Z 29 ernannt, den er am 25. Juni 1941 für die 8. Zerstörerflottille in Dienst stellte. Er blieb Kommandant dieses Schiffs bis zum 24. März 1943. In dieser Dienststellung wurde er am 20. November 1941 mit dem Deutschen Kreuz in Gold ausgezeichnet und am 1. März 1942 zum Fregattenkapitän befördert.
Mit seinem Schiff geleitete er im Januar 1942 das Schlachtschiff Tirpitz von Wilhelmshaven nach Trondheim und im Februar 1942 beim Unternehmen Cerberus die Schlachtschiffe Scharnhorst und Gneisenau und den Schweren Kreuzer Prinz Eugen von Brest durch den Ärmelkanal nach Deutschland.
Im Mai 1942 verlegte Z 29 im Verband mit dem Schweren Kreuzer Lützow, drei weiteren Zerstörern und dem Flottentender Jagd nach Norwegen. Dort nahm das Schiff zunächst am 17./18. Mai an einer Minenlegeunternehmung im westlichen Skagerrak zur Verlängerung der Westwall-Minensperren teil, ehe der Verband über Trondheim (19. Mai) und den Ofotfjord (25. Mai), wo der Schwere Kreuzer Admiral Scheer hinzustieß, in den Altafjord (3. Juli) weiterfuhr. Dort traf der Verband mit einer Kampfgruppe unter Generaladmiral Schniewind mit dem Schlachtschiff Tirpitz, dem Schweren Kreuzer Admiral Hipper und weiteren Zerstörern und Torpedobooten zusammen, um dann im Unternehmen Rösselsprung den Nordmeergeleitzug PQ 17 anzugreifen. Da der Geleitzug jedoch bereits von U-Booten und der Luftwaffe zerschlagen worden war, wurde das Unternehmen abgebrochen, und die Kampfgruppe lief nach Narvik zurück.
Im September legte Rechel mit seinem Schiff, im Verband mit anderen, Minen vor der nordnorwegischen Küste, in der Kara-Straße und bei Nowaja Semlja. Im Oktober eskortierten Z 29 und weitere Zerstörer die Admiral Scheer nach Narvik, dann die Admiral Scheer und die Tirpitz nach Trondheim. Im November gehörte Z 29 zum Geleit der Admiral Scheer von Trondheim nach Kopenhagen und danach des Leichten Kreuzers Nürnberg von Kopenhagen über Trondheim in die Bogenbucht bei Narvik. Am 9. Dezember kehrte Z 29 in den Altafjord zurück. Das Schiff gehörte dann zu den deutschen Einheiten, die am 30. Dezember 1942 unter dem Kommando von Vizeadmiral Kummetz zum „Unternehmen Regenbogen“, dem Angriff auf den Geleitzug JW 51B, ausliefen. Dabei kam es am 31. Dezember zu heftigen Kampfhandlungen mit dem britischen Geleitschutz, bis Kummetz, gemäß der Weisung, keine unnötigen Risiken einzugehen, den Kampf abbrach und in den Altafjord zurückkehrte.
Am 24. Januar 1943 geleiteten Z 29 und zwei weitere Zerstörer die Admiral Hipper und den Leichten Kreuzer Köln vom Altafjord nach Kiel, wo sie am 8. Februar 1943 einliefen. Am nächsten Tag brachte Rechel sein Schiff nach Wesermünde, wo es zur Überholung in die Werft des Norddeutschen Lloyd ging.

### ZerstörerZG 3 Hermes
Am 25. März 1943 wurde Rechel als Nachfolger von Fregattenkapitän Rolf Johannesson Kommandant des Zerstörers ZG 3 Hermes, dem größten Schiff der Kriegsmarine im Mittelmeer. Der in Griechenland erbeutete Zerstörer versah hauptsächlich Geleitschutz für die Schiffskonvois zwischen Italien und Tunis, die Nachschub für die deutschen und italienischen Truppen in Nordafrika brachten. Am 21. April 1943 gelang es Rechel, das britische U-Boot Splendid südlich von Capri mit Wasserbomben zu versenken. 30 britische Seeleute konnten von der Hermes gerettet werden, 18 fanden den Tod. Für diese Leistung wurde Rechel am 27. April 1943 vom italienischen König Viktor Emanuel III. persönlich mit der Tapferkeitsmedaille in Silber ausgezeichnet, und am 8. Mai 1943 erhielt er dafür das Ritterkreuz des Eisernen Kreuzes.
Nur wenige Tage später, am 30. April 1943, war die Hermes mit dem italienischen Zerstörer Leone Pancaldo wieder nach Tunis unterwegs, als beide von alliierten Bombern angegriffen wurden. Die Leone Pancaldo sank nach schweren Bombentreffern, während die Hermes mit schweren Beschädigungen und 23 Toten in den Hafen von Tunis geschleppt werden konnte. Eine Woche später, am 7. Mai, wurde die Hermes bei der Annäherung von alliierten Truppen in der Hafeneinfahrt von La Goulette als Sperre versenkt.

### Stabsdienst
Vom 23. Juni 1943 bis zum 11. August 1944 diente Rechel als 1. Admiralstabsoffizier beim Kommandierenden Admiral Ägäis. In dieser Stellung erfolgte am 1. August 1943 seine Beförderung zum Kapitän zur See. Seine letzte Dienststellung war die eines Abteilungsleiters bei der Torpedoversuchsanstalt Eckernförde, die er vom 18. Oktober 1944 bis Kriegsende innehatte. Danach war er bis November 1945 in britischer Kriegsgefangenschaft.